# Cau cau
El cau cau es un guiso de la gastronomía peruana a base de mondongo y papas.

## Descripción
El cau cau se elabora con una mezcla de mondongo cocido o pollo y papas blancas (de preferencia canchán o yungay). Los ingredientes principales son cortados en forma de cubitos, que se cocinan en una base de ají amarillo, palillo, cebolla, ajo, hierbabuena y perejil picado. Como la mayoría de los guisos peruanos, se acompaña con arroz blanco.
También se utiliza pechuga de pollo en lugar de mondongo.

## Origen
El peculiar nombre del plato tiene varias teorías. Se dice que podría provenir de alguno de los vocablos quechua: can o acacau, que significan menudencia y caliente, respectivamente; también se plantea que los inmigrantes chinos del siglo XIX utilizaban el fonema caucau para indicar que los ingredientes del guiso debían picarse en porciones muy pequeñas. Otra versión señala que la palabra cau provendría de la pronunciación de la palabra inglesa cow, que significa vaca. Por su parte, el investigador culinario Rodolfo Hinostroza señala que el nombre se refiere a las hueveras de pescado. Aida Tam Fox señala que J. M. B. Farfán lo recoge como voz quechua ghaw-ghaw (ova marina) y que el nombre kau-kau se refiriere también a un guiso picante con hueveras y cochayuyo (alga marina), ambos ingredientes desaparecidos de la receta original. Gastón Acurio señala a los esclavos africanos como promotores de este platillo a base de vísceras.